# Ummidia quepoa
Espèce
Ummidia quepoa est une espèce d'araignées mygalomorphes de la famille des Halonoproctidae.

## Distribution
Cette espèce est endémique du Costa Rica.

## Description
La carapace du mâle holotype mesure 8,81 mm de long sur 8,35 mm et la carapace de la femelle paratype mesure 13,04 mm de long sur 11,21 mm.

## Étymologie
Cette espèce est nommée en l'honneur des Quepoa.

## Publication originale
- Godwin & Bond, 2021 : « Taxonomic revision of the New World members of the trapdoor spider genus Ummidia Thorell (Araneae, Mygalomorphae, Halonoproctidae). » ZooKeys, no 1027, p. 1-65 (texte intégral).